# 廣瀬陽子
廣瀬 陽子（ひろせ ようこ、1972年〈昭和47年〉8月11日 - ）は、日本の政治学者（国際政治学・比較政治学）。専門はコーカサスを中心とした旧ソビエト連邦継承国の地域研究、「未承認国家」や地域紛争の研究。慶應義塾大学総合政策学部、同大学院政策・メディア研究科教授。ほか同大学湘南藤沢メディアセンター・所長（2019 - 2023年）、同大学KGRI（Keio University Global Research Institute）副所長（2022年 -）。
2006年慶応義塾大学より博士（政策・メディア）の学位を取得。学位請求論文は「旧ソ連地域の平和構築と政治発展：アゼルバイジャンを事例として」。
慶應義塾大学総合政策学部講師、東京外国語大学大学院地域文化研究科准教授、静岡県立大学国際関係学部准教授、慶應義塾大学総合政策学部准教授を経て現在に至る。2018年には国家安全保障委員会顧問に就任。

## 人物
東京都渋谷区出身・東京在住。既婚、1児の母。原宿で育ち、大学生時代にクイズ番組のカルトQに出場。『渋谷』をテーマにしたクイズで50点を採り、5人中4位であった。血液型はA型。

### 学歴
- 1985年 渋谷区立神宮前小学校卒業
- 1991年 桐朋女子中学校・高等学校卒業
- 1995年 慶應義塾大学総合政策学部卒業（首席）[4]
- 1997年 東京大学大学院法学政治学研究科修士課程修了、同博士課程進学
  - 2000年 - 2001年 国連大学秋野フェローシップにてアゼルバイジャン留学
- 2001年 同博士課程単位取得退学
- 2006年 博士（政策・メディア）（慶應義塾大学）

### 職歴
- 2001年4月 - 2002年3月、日本学術振興会特別研究員 (PD)
- 2002年4月 - 2005年3月、慶應義塾大学総合政策学部専任講師（任期付き）
  - 2003年4月 - 現在、北海道大学スラブ研究センター共同研究員
  - 2004年4月 - 2005年3月、名古屋大学大学院国際開発研究科非常勤研究員、東京外国語大学非常勤講師、国立民族学博物館非常勤研究員。
- 2005年4月 - 2007年3月、慶應義塾大学総合政策学部非常勤講師、東京外国語大学大学院地域文化研究科講師。
- 2007年4月 - 2008年3月、東京外国語大学大学院地域文化研究科准教授
- 2008年4月 - 2010年3月、静岡県立大学国際関係学部准教授
  - 2008年4月 - 2009年3月、北海道大学スラブ研究センター客員准教授
- 2010年4月、慶應義塾大学総合政策学部准教授
  - 2010年4月 - 2011年3月、上智大学外国語学部非常勤講師
  - 2010年 - 現在、同志社大学一神教学際研究センター共同研究員、国際情勢研究所・ロシア研究会委員も兼任。
  - 2013年3月 - 2014年3月、米国コロンビア大学・ハリマン研究所 (en:Harriman Institute）客員研究員。
- 2016年4月、慶應義塾大学総合政策学部教授
  - 2017年3月 - 2017年3月、フィンランド・ヘルシンキ大学・アレキサンテリ研究所 (en:Aleksanteri Institute）の客員研究員
  - 2017年10月 - 2018年3月、米国・戦略国際問題研究所（CSIS）の客員研究員
- 2018年7月 - 2020年3月、国家安全保障局顧問
- 2021年 - 、日本国際問題研究所客員研究員
- 2021年 - 、日本国際フォーラム上席研究員
- 2022年 - 、公益財団法人中曽根康弘世界平和研究所上席研究員
- 2024年 - 、グローバル・フォーラム有識者世話人

### 受賞
- 2009年 第21回アジア・太平洋賞特別賞（『コーカサス――国際関係の十字路』集英社<集英社新書>、2008年）[5][6]。
- 2023年度 義塾賞（未承認国家、ハイブリッド戦争、狭間の政治学などのキー概念で旧ソ連地域研究を先導し、戦争分析や政策立案にも大きく貢献）[慶應義塾大学、2023年11月10日]。

## 著書

### 単著
- 『旧ソ連地域と紛争――石油・民族・テロをめぐる地政学』（慶應義塾大学出版会、2005年）ISBN　978-4-7664-1192-8
- 『強権と不安の超大国・ロシア――旧ソ連諸国から見た「光と影」』（光文社<光文社新書>、2008年）ISBN　978-4-334-03439-9
- 『コーカサス――国際関係の十字路』（集英社<集英社新書>、2008年）ISBN　978-4-08-720452-0
- 『ロシア：苦悩する大国、多極化する世界』（アスキー・メディアワークス<アスキー新書>、2008年）ISBN　978-4-04-870871-5
- 『未承認国家と覇権なき世界』（NHK出版<NHKブックス>、2014年）ISBN　978-4-14-091220-1
- 『アゼルバイジャン：文明が交錯する「火の国」』（群像社<ユーラシア文庫>、2016年）ISBN　978-4-903619-66-8
- 『ロシアと中国――反米の戦略』（筑摩書房<ちくま新書>、2018年）ISBN　978-4-480-07153-8
- 『ハイブリッド戦争：ロシアの新しい国家戦略』（講談社<講談社現代新書>、2021年）ISBN　978-4-06-522709-1

### 共著
- （遊川和郎・平井久志ほか）『中国との距離に悩む周縁』「シルクロード経済圏構想と中露の利害対立」（亜細亜大学アジア研究所、2016年）ISBN 978-4-900521-31-5
- （近藤大介）『日本人が知らない！中国・ロシアの秘めた野望』（ビジネス社、2023年）ISBN 978-4-8284-2480-4

### 編著
- 『アゼルバイジャンを知るための67章』（明石書店<エリア・スタディーズ>、2018年）ISBN　978-4-7503-4672-4

### 共編著
- （北川誠一・前田弘毅・吉村貴之）『コーカサスを知るための60章』（明石書店<エリア・スタディーズ>、2006年）ISBN　978-4-7503-4672-4
- （神保謙）『流動する世界秩序とグローバルガバナンス』シリーズ総合政策学をひらく（発行：慶應義塾大学総合政策学部、発売：慶應義塾大学出版会、2023年）ISBN

## 論文

### 雑誌論文
- 「ベトナム戦争とソ連――パリ和平会談までの和平工作を中心に」『本郷法政紀要』6号（1997年）
- 「GUUAMの結成とその展望――構成各国の諸問題とロシア・ファクター」『ロシア研究』31号（2000年）
- 「アゼルバイジャン現地報告」アジア経済研究所『現代の中東』第29号（2000年）
- 「ナゴルノ・カラバフ紛争のアゼルバイジャン内政に持つ意味――ホジャル事件からの一考察」林忠行・宇山智彦・帯谷知可編『スラブ・ユーラシア世界における国家とエスニシティ』（国立民族学博物館・地域企画交流センター、2002年）
- 「南コーカサス地域の安全保障――「コーカサス4」の試みを中心に」スラブ研究センター研究報告シリーズNo.83『CISの安全保障問題』（2002年）
- 「ナゴルノ・カラバフ紛争の位相――冷戦終結の影響と和平の模索を中心に」『社会科学研究』55巻5・6号（2004年）
- 「アゼルバイジャンの権威主義の成立と変容」『国際政治』138号（2004年）
- 「アゼルバイジャンの世襲政治」『海外事情』53巻5号（2005年）
- 「未承認国家と地域の安定化の課題――ナゴルノ・カラバフ紛争を事例に」『国際法外交雑誌』104巻2号（2005年）
- 「BTCパイプラインがもたらす南コーカサス地域への政治・経済的影響」『国際開発研究フォーラム』31号（2006年）
- "Aspects of Genocide in Azerbaijan", Comparative Genocide Studies, vol. 2, 2005/2006.
- 「アゼルバイジャンから見た『9.11』」『学際』第19号（2006年）
- 「CIS諸国の新動向：大統領交代と国際情勢の影響に着目して」『ロシアNIS調査月報』2008年6月号（2008年）
- “Azerbaijan - a Regional Hub,” Visions of Azerbaijan, Volume 3.2, Spring 2008, pp.4-9
- 「本から時代を読む【大国ロシアと諸地域：地政学から見る国際政治】」朝日新聞社『論座』（2008年8月号）
- 「ロシア・グルジア紛争で緊迫するコーカサス情勢」『ロシアNIS経済速報』2008年9月5日、NO.1439、1-11頁。
- 「「凍結された紛争」はなぜ熱戦化したのか：グルジア紛争の本質を探る」『時事トップ・コンフィデンシャル』2008年10月3日号、2-7頁。
- 「グルジア紛争をどう捉えるか―旧ソ連地域における未承認国家の問題」『外交フォーラム』2009年1月号 (No.246)、8-14頁。
- 「コーカサス事情―「高貴な野蛮人」と呼ばれる人々」集英社『すばる』2009年2月号、248-253頁。
- 「コーカサスの未承認国家問題：グルジア紛争後の背景と紛争後のコーカサスにおける平和構築の動き」社団法人国際情勢研究会『国際情勢 紀要』No.79（2009年2月）
- 「「新冷戦」議論と米ロ関係改善の展望――グルジア紛争にみる両国の対立と国内要因」『国際問題（焦点：オバマ政権の危機対応戦略）』（2009年3月号）
- 「コーカサス地域の視点から捉えるグルジア紛争とその影響」『ロシア・ユーラシア経済（特集：ロシア・グルジア紛争の検証）』（2009年3月号）
- 「旧ソ連地域における紛争の現況と和平の展望」スタジオジブリ『熱風（特集：戦争）』（2009年3月号）
- 「グルジア紛争―その背景とその後の世界―」『学士会会報』2009-III（第876号、2009年5月1日発行）
- 「イランとロシア、コーカサスの国際関係 ―最近の事例から―」『中東研究』第505号（2009/2010 Vol.II）
- 「グルジア紛争後の動向：新たな動きと変わらない現実」社団法人国際情勢研究会『国際情勢 紀要』No.80（2010年2月）
- 「グルジア紛争後のトルコと南コーカサス諸国の関係 ―アルメニアとトルコの和解プロセスを中心に」『中東研究』第510号 (2010/2011 Vol.III)
- 「米露リセットの限界とグルジア問題」『国際情勢紀要』No.81（2011年2月）
- 「グルジア紛争後のグルジアとアゼルバイジャン：未承認国家政策の変化を中心に」『国際情勢紀要』No.82（2012年2月）
- 「旧ソ連諸国が危惧する第二の「色革命」」『地域研究』12巻、1号（2012年）
- 「グルジア議会選挙後の政治展望－新政権の性格と政策の検討を中心に－」『国際情勢紀要』No.83（2013年2月）
- 「シリア問題をめぐるロシアの戦略―地政学的思惑と限界」『中東研究』第516号 (2012 Vol.III)
- “The Need for Standard Policies on State Recognition: The Case of the Russia-Georgia War, Georgia, and Azerbaijan From 2008 to Early 2012,”International Relations and Diplomacy, January 2014, Vol. 2, No. 1, pp.1-15 [総15 頁] (ISSN 2328-2134)
- 「【時の問題】ロシアによるクリミア編入：ロシアの論理と国際法」『法学教室』（2014年7月号、No.408）
- "Analyzing the Upsurge of Violence and Mediation in the Nagorno-Karabakh Conflict" Stability: International Journal of Security and Development 3(1):23、pp.1-18,2014 （Grazvydas Jasutisと共著）
- 「ロシアのハイブリッド戦争に関する一考察」国際情勢研究所紀要『国際情勢』第85号、2015年3月。
- "Japan-Russia Relations: Toward a Peace Treaty and Beyond”, Yuki Tatsumi ed., Japan’s Global Diplomacy: Views from Next Generation, Washington DC, Stimson Center, March 2015.
- 「世界地図は一つではない：暫定国境と未承認国家」『kotoba』第21号（季刊誌・2015年秋号）、90-93頁。
- “Unrecognized States in the Former USSR and Kosovo: A Focus on Standing Armies,” Open Journal of Political Science (Vol.6 No.1, 2016), pp.67-82.
- 「北極圏をめぐる近年のロシアの動き：中国の動向に注目して」国際情勢研究所紀要『国際情勢』第86号、2016年3月。
- “The Complexity of Nationalism in Azerbaijan,” International Journal of Social Science Studies, Vol. 4, No. 5, May 2016, pp.136-149.

### 単行本所収論文
- 「ナゴルノ・カラバフ紛争の政治的考察――紛争激化の要因と民族共存の展望」日本比較政治学会編『民族共存の条件』（早稲田大学出版部、2001年）
- 「テロと紛争」細野助博編『政策学入門・ポリシースクールの挑戦』（東洋経済新報社、2003年）
- 「ロシアの対コーカサス外交――テロと紛争の狭間で揺らぐ国際関係」松井弘明編『9.11以降の国際情勢の新展開とロシア外交』（日本国際問題研究所、2003年）
- 「テロ対策とグローバルガバナンス」岩崎正洋編『政策とガバナンス』（東海大学出版会、2003年）ISBN 978-4-486-01612-0
- 「紛争から民族共存へ――新しい国家像を求めて」香川敏幸・小島朋之編『総合政策学の最先端(4)新世代研究者による挑戦』（慶應義塾大学出版会、2003年）
- 「CIS内サブ・リージョナル・グループの動向――GUUAMの盛衰を事例に」田畑伸一郎・末澤恵美編『CIS――旧ソ連空間の再構成』（国際書院、2004年）
- "Visions for Mountainous Karabakh: From the Azerbaijanis and the Armenians", International Visions ed., The Armenia-Azerbaijan Conflict over Karabakh from History to Future Peace Prospects, (Azerbaijan: Visions of Azerbaijan, 2007).
- 「ナゴルノ・カラバフ紛争をめぐる平和構築の課題」城山英明・石田勇治・遠藤乾編『紛争現場からの平和構築――国際刑事司法の役割と課題』（東信堂, 2007年）
- 「南コーカサス三国とロシア」田畑伸一郎編『石油・ガスとロシア経済』（北海道大学出版会、2008年）
- 「アゼルバイジャンにおけるジェノサイドの負の連鎖」黒木英充編『「対テロ戦争」の時代の平和構築――過去からの視点、未来への展望』（東進堂、2008年）
- 「コーカサスをめぐる国際政治――求められるバランス外交」前田弘毅編『多様性と可能性のコーカサス――民族紛争を超えて』（北海道大学出版会、2009年）
- 「「超大国」ソ連から「資源大国」ロシアへ」『マップ・マガジン①情報世界地図―大転換期を読み解く』（小学館クリエイティブ、2009年）
- 「ロシア等との関係」社団法人中国研究所編『中国年鑑 2009』（毎日新聞出版、2009年）ISBN 978-4-620-90689-8
- 「アゼルバイジャン ジェノサイドの20世紀」石田勇治・武内進一編『ジェノサイドと現代世界』（勉誠出版, 2011年）
- 「EUとコーカサス・中央アジア」羽場久美子・溝端佐登史編著『ロシア・拡大EU』（ミネルヴァ書房、2011年）
- 「ロシアから見た南コーカサス：ザカフカスから南コーカサスへ」下斗米伸夫・島田博編『現代ロシアを知るための60章【第二版】』（明石書店、2012年）
- 「南コーカサスの地域紛争」帯谷知可・北川誠一・相馬秀廣編『朝倉世界地理講座－大地と人間の物語－「中央アジア」』（朝倉書店、2012年）
- 「南コーカサスの都市」（前田弘毅、吉村貴之と共著）、帯谷知可・北川誠一・相馬秀廣編『朝倉世界地理講座－大地と人間の物語－「中央アジア」』（朝倉書店、2012年）

### 解説
- 映画解説『チェチェンへ：アレクサンドラの旅』のパンフレット（パンドラ＋太秦、2008年）
- 「解説」オスネ・セイエルスタッド（英語版）（青木玲訳）『チェチェン：廃墟に生きる戦争孤児たち 』（白水社、2009年）

### 新聞論説
- 「私の視点『グルジア紛争 「台湾化」の危機、日本は防げ』」『朝日新聞』（2008年9月1日号）
- 「グルジア後は「新冷戦」か：多極的世界に再来ありえず」『日刊工業新聞』【卓見異見】（2008年10月27日号）
- 「金融危機は世界の多極化促すか：米国凋落、G20 協調の時代」『日刊工業新聞』【卓見異見】（2008年12月1日号）
- 「コーカサスの不安定が続く：ロシアのグルジア攻撃にからむ複雑な地域・国際情勢」『図書新聞』2900号（2009年1月1日号）
- 「最新のロシア情勢：国民意識、経済危機に悪循環」『日刊工業新聞』【卓見異見】（2009年1月5日号）
- 「オバマ政権を待ち受ける旧ソ連社会：多極的世界へ対露政策に期待」『日刊工業新聞』【卓見異見】（2009年2月2日号）
- 「情報社会に求められる市民意識：あふれる報道、自ら精査を」『日刊工業新聞』【卓見異見】（2009年3月9日号）
- 2014年10月より『金融ファクシミリ新聞』にて、毎月第4金曜日に【ウオッチ 旧ソ連諸国】を連載（2022年9月より休載）
- 2020年10月より『信濃毎日新聞』の「多思彩々」の連載担当（３ヶ月に1回）
- 2022年7月より『山形新聞』の「直言」の連載担当（ほぼ毎月）
- 「グローバルサウス　動向注目」『日本経済新聞』【経済教室】（2023年9月1日）
- その他、数多くの新聞にコメントやインタビューが掲載されている

### WEB連載
- 朝日新聞社WEBRONZA・シノドス・ジャーナル (SYNODOS JOURNAL)にて2010年7月より連載http://webronza.asahi.com/synodos/authors/2010052500003.html
- WEDGE Infinity（ウェッジ・インフィニティ）にて2011年2月より連載 https://wedge.ismedia.jp/category/russia

### 雑誌連載
- 月間『東亜』の「コンパス」執筆（1年に4回）を2016年1月号より担当。

### インタビュー記事
- 「#349 偏見というフィルターを取り除いて初めて見える現実がある」『MAMMO.TV』2014年12月01日、5082号（http://www.mammo.tv/interview/archives/no349.html）
- 「国家のあり方を読み解く「未承認国家」という鍵 『未承認国家と覇権なき世界』著者・廣瀬陽子氏インタビュー」『SYNODOS』新刊著者インタビュー（http://synodos.jp/newbook/11887）

※『αSYNODOS』vol.162＋163（2014.12.20）「特集：いま考える国家とはなにか」に転載。
- 「対米、対欧の陣取り合戦にプーチン帝国の勝算はあるのか？」『第三次世界大戦は本当に起きるのか？』総合図書、2014年、118-135頁。
- 「「未承認国家」をめぐる攻防」『図書新聞』（年末回顧号・3187号）、2014年12月20日、1・2面。
- 「なぜ「未承認国家」は生まれるのか 不安定化する世界を読み解く『未承認国家と覇権なき世界』 廣瀬陽子氏インタビュー」Wedge Infinity (本多カツヒロ著)、2015年02月13日【http://wedge.ismedia.jp/articles/-/4710】